# Eredivisie (vrouwenhandbal) 2003/04
De Lucardi Eredivisie is de hoogste afdeling van het Nederlandse handbal bij de vrouwen op landelijk niveau. In het seizoen 2003/2004 werd Zeeman Vastgoed/SEW landskampioen. Soluna/Olympia degradeerde naar de Eerste divisie.

## Teams
| Club                  | Plaats                  | Provincie     |
| --------------------- | ----------------------- | ------------- |
| FIQAS/Aalsmeer        | Aalsmeer                | Noord-Holland |
| De Groot Groep/E&O    | Emmen                   | Drenthe       |
| Groene Ster           | Zevenbergen             | Noord-Brabant |
| Hellas                | Den Haag                | Zuid-Holland  |
| Dijkoraad/Kwiek       | Raalte                  | Overijssel    |
| NEA                   | Ouderkerk aan de Amstel | Noord-Holland |
| Van der Voort Quintus | Kwintsheul              | Zuid-Holland  |
| Soluna/Olympia        | Hengelo                 | Overijssel    |
| Zeeman Vastgoed/SEW   | Nibbixwoud              | Noord-Holland |
| De Volewijckers       | Amsterdam               | Noord-Holland |
| OpenLine/V&L          | Geleen                  | Limburg       |
| VZV                   | 't Veld                 | Noord-Holland |

## Reguliere competitie
| Pos | Club                  | Wed | W  | G | V  | Ptn | DV  | DT  | +/−  | Opmerking                           |
| --- | --------------------- | --- | -- | - | -- | --- | --- | --- | ---- | ----------------------------------- |
| 1   | Zeeman Vastgoed/SEW   | 22  | 18 | 0 | 4  | 36  | 622 | 429 | +193 | Gekwalificeerd voor kampioenspoule  |
| 2   | OpenLine/V&L          | 22  | 16 | 0 | 6  | 32  | 534 | 473 | +61  | Gekwalificeerd voor kampioenspoule  |
| 3   | FIQAS/Aalsmeer        | 22  | 15 | 1 | 6  | 31  | 543 | 471 | +71  | Gekwalificeerd voor kampioenspoule  |
| 4   | De Groot Groep/E&O    | 22  | 13 | 2 | 6  | 30  | 499 | 468 | +31  | Gekwalificeerd voor kampioenspoule  |
| 5   | Hellas                | 22  | 14 | 1 | 7  | 29  | 602 | 496 | +106 | Gekwalificeerd voor kampioenspoule  |
| 6   | Van der Voort Quintus | 22  | 13 | 1 | 8  | 27  | 529 | 481 | +48  | Gekwalificeerd voor kampioenspoule  |
| 7   | Dijkoraad/Kwiek       | 22  | 9  | 2 | 11 | 20  | 538 | 548 | −10  | Gekwalificeerd voor degradatiepoule |
| 8   | De Volewijckers       | 22  | 8  | 1 | 13 | 17  | 488 | 585 | −97  | Gekwalificeerd voor degradatiepoule |
| 9   | NEA                   | 22  | 6  | 1 | 15 | 13  | 451 | 508 | −57  | Gekwalificeerd voor degradatiepoule |
| 10  | VZV                   | 22  | 5  | 2 | 15 | 12  | 487 | 568 | −81  | Gekwalificeerd voor degradatiepoule |
| 11  | Groene Ster           | 22  | 5  | 1 | 16 | 11  | 459 | 549 | −100 | Gekwalificeerd voor degradatiepoule |
| 12  | Soluna/Olympia        | 22  | 3  | 0 | 19 | 6   | 411 | 577 | −166 | Gekwalificeerd voor degradatiepoule |

## Nacompetitie

### Degradatiepoule

#### Best of Two
| 22 mei 2004 | Zondagsnieuws/BFC | 33 - 25 | Groene Ster |

### Kampioenspoule
| 27 maart 2004 | Zeeman Vastgoed/SEW | 23 - 16 | De Groot Groep/E&O |

| 3 april 2004 | De Groot Groep/E&O | 15 - 24 | Zeeman Vastgoed/SEW |

| 27 maart 2004 | OpenLine/V&L | 16 - 24 | FIQAS/Aalsmeer |

| 3 april 2004 | FIQAS/Aalsmeer | 37-17 | OpenLine/V&L |

#### Best of Three
| 24 april 2004 | Zeeman Vastgoed/SEW | 21 − 26 | OpenLine/V&L | 't Span, Wognum |
| 24 april 2004 |                     |         |              | 't Span, Wognum |
| 24 april 2004 |                     |         |              | 't Span, Wognum |

| 1 mei 2004 | OpenLine/V&L | 22 − 28 | Zeeman Vastgoed/SEW | Glanerbrook, Geleen |
| 1 mei 2004 |              |         |                     | Glanerbrook, Geleen |
| 1 mei 2004 |              |         |                     | Glanerbrook, Geleen |

| 5 mei 2004 | Zeeman Vastgoed/SEW | 27 − 25 | OpenLine/V&L | 't Span, Wognum |
| 5 mei 2004 |                     |         |              | 't Span, Wognum |
| 5 mei 2004 |                     |         |              | 't Span, Wognum |

## Beste handbalsters van het jaar
Het NHV en de handbalwebsite Handbalstartpunt organiseerde in dit seizoen de verkiezingen van de beste handballers en handbalsters van 2003/2004. De winnaars konden gekozen worden middels het uitbrengen van stemmen door handbalvolgers.
| Categorie             | Winnaar                                          | Tweede                                            | Derde                                       |
| --------------------- | ------------------------------------------------ | ------------------------------------------------- | ------------------------------------------- |
| Beste keepster        | Marieke van der Wal OpenLine/V&L 495 punten      | Jasmina Janković Hellas 257 punten                | Inge Roelofs FIQAS/Aalsmeer 245 punten      |
| Beste hoekspeelster   | Joyce Hilster Zeeman Vastgoed/SEW 356 punten     | Amy den Broeder Hellas 219 punten                 | Nycke Groot Zeeman Vastgoed/SEW 139 punten  |
| Beste cirkelspeelster | Babette Zonneveld Zeeman Vastgoed/SEW 340 punten | Bianca Rikers OpenLine/V&L 286 punten             | Rinske Verhoeven Dijkoraad/Kwiek 244 punten |
| Beste opbouwster      | Wendy van Wanrooij Openline/V&L 234 punten       | Edwina Hofstaetter Zeeman Vastgoed/SEW 221 punten | Maura Visser Hellas 191 punten              |
| Beste trainer         | Hennie Romeijn Zeeman Vastgoed/SEW 526 punten    | Zoran Jovanovic FIQAS/Aalsmeer 337 punten         | Erik van de Wel Hellas 297 punten           |
| Talent                | Maura Visser Hellas                              |                                                   |                                             |